# FA Trophy 2010-11
De FA Trophy 2010-11 is het 41ste seizoen van de FA Trophy. Het toernooi begon op 2 oktober 2010 met voorronde en eindigde met de finale op 7 mei 2011.

## Kalender
| Ronde                    | Data                 | Wedstrijden | Clubs     | Nieuwe clubs in Ronde | Prijzengeld                            |
| ------------------------ | -------------------- | ----------- | --------- | --------------------- | -------------------------------------- |
| Voorronde                | 2 oktober 2010       | 54          | 265 → 211 | 108                   | £2,000                                 |
| Eerste kwalificatieronde | 16 oktober 2010      | 72          | 211 → 139 | 90                    | £2,200                                 |
| Tweede kwalificatieronde | 30 oktober 2010      | 36          | 139 → 103 | none                  | £3,000                                 |
| Derde kwalificatieronde  | 20 november 2010     | 39          | 103 → 64  | 43                    | £4,000                                 |
| Eerste Ronde             | 11 december 2010     | 32          | 64 → 32   | 24                    | £5,000                                 |
| Tweede Ronde             | 15 januari 2011      | 16          | 32 → 16   | geen                  | £6,000                                 |
| Derde Ronde              | 5 februari 2011      | 8           | 16 → 8    | geen                  | £7,000                                 |
| Vierde Ronde             | 26 februari 2011     | 4           | 8 → 4     | geen                  | £8,000                                 |
| Halve finales            | 12 maart en 19 maart | 2           | 4 → 2     | geen                  | £16,000                                |
| Finale                   | 7 mei 2011           | 1           | 2 → 1     | none                  | £50,000 (winnaars), £25,000 (finalist) |

## Eerste Ronde
| #      | Thuis              | Uitslag | Bezoekers              | Toeschouwers |
| ------ | ------------------ | ------- | ---------------------- | ------------ |
| 1      | Wrexham            | 2–0     | Kidderminster Harriers | 1,122        |
| 2      | Rushden & Diamonds | 1–1     | Eastwood Town          | 657          |
| replay | Eastwood Town      | 4–3 †   | Rushden & Diamonds     | 314          |
| 3      | Worksop Town       | 0–5     | Mansfield Town         | 682          |
| 4      | Droylsden          | 4–3     | Hinckley United        | 175          |
| 5      | Curzon Ashton      | 0–2     | Altrincham             | 268          |
| 6      | Darlington         | 3–2     | Tamworth               | 477          |
| 7      | Harrogate Town     | 0–3     | AFC Telford United     | 247          |
| 8      | Chasetown          | 3–3     | Kettering Town         | 444          |
| replay | Kettering Town     | 1–2 †   | Chasetown              | 581          |
| 9      | Stalybridge Celtic | 2–1     | Nantwich Town          | 321          |
| 10     | York City          | 0–1     | Boston United          | 1,318        |
| 11     | Blyth Spartans     | 2–0     | Fleetwood Town         | 354          |
| 12     | Alfreton Town      | 3–0     | Hyde                   | 254          |
| 13     | Worcester City     | 1–0     | Northwich Victoria     | 577          |
| 14     | Grimsby Town       | 3–0     | Redditch United        | 1,116        |
| 15     | Barrow             | 2–3     | Guiseley               | 923          |
| 16     | Gateshead          | 2–2     | Southport              | 233          |
| replay | Southport          | 0–1     | Gateshead              | 302          |
| 17     | Dorchester Town    | 3–0     | St. Albans City        | 302          |

| #      | Thuis                | Uitslag | Bezoekers                  | Toeschouwers |
| ------ | -------------------- | ------- | -------------------------- | ------------ |
| 18     | Histon               | 2–3     | Bath City                  | 263          |
| 19     | Luton Town           | 0–0     | Welling United             | 1,639        |
| replay | Welling United       | 1–2     | Luton Town                 | 404          |
| 20     | Eastleigh            | 1–1     | Sutton United              | 388          |
| replay | Sutton United        | 0–4     | Eastleigh                  | 237          |
| 21     | Harlow Town          | 0–2     | Woking                     | 324          |
| 22     | Ashford Town (Middx) | 1–0     | Hornchurch                 | 161          |
| 23     | Cirencester Town     | 1–1     | Gloucester City            | 406          |
| replay | Gloucester City      | 3–0     | Cirencester Town           | 226          |
| 24     | Eastbourne Borough   | 3–1     | Boreham Wood               | 422          |
| 25     | Ebbsfleet United     | 3–1     | Hayes & Yeading United     | 614          |
| 26     | Cambridge United     | 2–1     | Forest Green Rovers        | 1,045        |
| 27     | Crawley Town         | 3–3     | Dartford                   | 1,031        |
| replay | Dartford             | 1–0     | Crawley Town               | 605          |
| 28     | AFC Sudbury          | 1–4     | Hampton & Richmond Borough | 279          |
| 29     | Lowestoft Town       | 2–3     | Uxbridge                   | 609          |
| 30     | Newport County       | 0–0     | Wealdstone                 | 1,070        |
| replay | Wealdstone           | 0–1     | Newport County             | 324          |
| 31     | AFC Wimbledon        | 3–0     | Braintree Town             | 1,201        |
| 32     | Basingstoke Town     | 0–2     | Salisbury City             | 475          |

† – na extra tijd

## Tweede Ronde
| #      | Thuis                | Uitslag | Bezoekers                  | Toeschouwers |
| ------ | -------------------- | ------- | -------------------------- | ------------ |
| 1      | Gateshead            | 6–0     | Hampton & Richmond Borough | 336          |
| 2      | Boston United        | 0–1     | Gloucester City            | 1,110        |
| 3      | AFC Wimbledon        | 2–3     | Woking                     | 2.259        |
| 4      | Droylsden            | 1–0     | Ebbsfleet United           | 336          |
| 5      | Chasetown            | 2–1     | Grimsby Town               | 1,012        |
| 6      | Alfreton Town        | 3–3     | Cambridge United           | 929          |
| replay | Cambridge United     | 3–6 †   | Alfreton Town              | 1.098        |
| 7      | Ashford Town (Middx) | 0–1     | Dartford                   | 474          |
| 8      | Luton Town           | 4–0     | Uxbridge                   | 1,958        |
| 9      | AFC Telford United   | 1–0     | Eastwood Town              | 1,159        |
| 10     | Darlington           | 4–1     | Bath City                  | 926          |
| 11     | Mansfield Town       | 4–2     | Newport County             | 1,137        |
| 12     | Blyth Spartans       | 2–1     | Altrincham                 | 620          |
| 13     | Dorchester Town      | 3–3     | Eastbourne Borough         | 402          |
| replay | Eastbourne Borough   | 1–0     | Dorchester Town            | 487          |
| 14     | Guiseley             | 2–1     | Stalybridge Celtic         | 417          |
| 15     | Eastleigh            | 3–3     | Worcester City             | 407          |
| replay | Worcester City       | 1–4     | Eastleigh                  | 564          |
| 16     | Salisbury City       | 1–0     | Wrexham                    | 1.032        |

† – na extra tijd

## Derde Ronde
| #      | Thuis              | Ui2tslag | Bezoekers          | Toeschouwers |
| ------ | ------------------ | -------- | ------------------ | ------------ |
| 1      | Eastbourne Borough | 1–1      | Guiseley           | 471          |
| replay | Guiseley           | 2-1      | Eastbourne Borough |              |
| 2      | Mansfield Town     | 1–1      | Alfreton Town      | 3.408        |
| replay | Alfreton Town      | 1-2      | Mansfield Town     | 2.231        |
| 3      | Blyth Spartans     | 2–2      | Droylsden          | 708          |
| replay | Droylsden          | 0-4      | Blyth Spartans     | 229          |
| 4      | Luton Town         | 1–0      | Gloucester City    | 2.212        |
| 5      | AFC Telford United | 0-3      | Darlington         | 1.505        |
| 6      | Woking             | 0-2      | Salisbury City     | 1.551        |
| 7      | Eastleigh          | 1-3      | Chasetown          | 562          |
| 8      | Gateshead          | 3-0      | Dartford           | 501          |

## Vierde Ronde
| #      | Thuis          | Uitslag | Bezoekers      | Toeschouwers |
| ------ | -------------- | ------- | -------------- | ------------ |
| 1      | Blyth Spartans | 0-2     | Gateshead      | 2.719        |
| 2      | Guiseley       | 0-1     | Luton Town     | 1.152        |
| 3      | Darlington     | 2-1     | Salisbury City | 1.869        |
| 4      | Chasetown      | 2–2     | Mansfield Town | 2,000        |
| replay | Mansfield Town | 3–1     | Chasetown      | 2.295        |

## Halve finales

### Eerste wedstrijd
|                           |                |           |            |                                                                      |
| 13 maart 2011 12:00 (GMT) | Mansfield Town | 1 – 0     | Luton Town | Field Mill, Mansfield Toeschouwers: 3.208 Scheidsrechter: Karl Evans |
| 13 maart 2011 12:00 (GMT) | Mitchley 62'   | (Verslag) |            | Field Mill, Mansfield Toeschouwers: 3.208 Scheidsrechter: Karl Evans |

|                           |                                     |           |                       |                                                                                   |
| 12 maart 2011 15:00 (GMT) | Darlington                          | 3 – 2     | Gateshead             | The Darlington Arena, Darlington Toeschouwers: 4.243 Scheidsrechter: Carl Boyeson |
| 12 maart 2011 15:00 (GMT) | Bridge-Wilkinson 56' Hatch 75', 81' | (Verslag) | Fisher 21' Rundle 43' | The Darlington Arena, Darlington Toeschouwers: 4.243 Scheidsrechter: Carl Boyeson |

### Tweede wedstrijd
|                           |            |           |                |                                            |
| 19 maart 2011 15:00 (GMT) | Luton Town | 1-1 (nv)  | Mansfield Town | Kenilworth Road, Luton Toeschouwers: 6.133 |
| 19 maart 2011 15:00 (GMT) | Owusu 46'  | (Verslag) | Briscoe 118'   | Kenilworth Road, Luton Toeschouwers: 6.133 |

- Na strafschoppen 2-1 voor Luton Town

|                           |           |     |            |                                                                                             |
| 19 maart 2011 15:00 (GMT) | Gateshead | 0-0 | Darlington | Gateshead International Stadium, Gateshead Toeschouwers: 5.156 Scheidsrechter: Mark Haywood |
| 19 maart 2011 15:00 (GMT) | (Verslag) |     |            | Gateshead International Stadium, Gateshead Toeschouwers: 5.156 Scheidsrechter: Mark Haywood |

- na strafschoppen 3-2 voor Gateshead

## Finale
|                        |                |             |            |                                                                             |
| 7 mei 2011 15:00 (GMT) | Mansfield Town | 0-1 (nv)    | Darlington | Wembley Stadium, Londen Toeschouwers: 24.668 Scheidsrechter: Stuart Attwell |
| 7 mei 2011 15:00 (GMT) |                | Senior 120' |            | Wembley Stadium, Londen Toeschouwers: 24.668 Scheidsrechter: Stuart Attwell |